# Antonín Pečenka
Antonín Pečenka (* 25. února 1952) je český lékař, politik a manažer, bývalý náměstek ministra zdravotnictví a bývalý nucený správce Všeobecné zdravotní pojišťovny (VZP).

## Spory o Protonové centrum
V dubnu 2006 uzavřel Pečenka jako tehdejší nucený správce VZP za pojišťovnu smlouvu o smlouvě budoucí, která ji zavazuje po dobu 15 let hradit Protonovému centru léčbu 1650 jejích klientů ročně při ceně 26 tisíc Kč za jedno ozáření. Jelikož pro pacient bývá průměrně vystaven 22 až 25 ozáření, kontrakt v celkové výši mohl znamenat výdaje až 16 miliard Kč. VZP však smlouvu neuznala a centrum proto proti ní vyvolalo arbitráž.
Rozhodčí soud při Hospodářské komoře České republiky a Agrární komoře České republiky uvedl 1- července 2014, že smlouva o smlouvě budoucí z roku 2006 je neplatná, včetně v ní obsažené rozhodčí doložky a tudíž nemůže spor mezi Protonovým centrem a VZP rozhodovat. Tím dal zapravdu VZP, která platnost smlouvy o smlouvě budoucí zpochybňovala.